# George R. R. Martin
George Raymond Richard Martin (Bayonne, Nueva Jersey, 20 de septiembre de 1948), conocido como George R. R. Martin y en ocasiones por sus seguidores como GRRM, es un escritor y guionista estadounidense de literatura fantástica, ciencia ficción y terror. Es conocido especialmente por ser el autor de la serie de novelas Canción de hielo y fuego, adaptada para la televisión con el título de Juego de tronos (Game of Thrones). Igualmente, la serie de televisión La casa del dragón (House of the Dragon) es una adaptación de su novela Fuego y Sangre. También ha colaborado en la construcción del mundo del videojuego de FromSoftware Elden Ring.

## Biografía
Es el mayor de tres hermanos. Creció en una familia trabajadora, su padre era estibador de ascendencia italo-germana, y su madre, de ascendencia irlandesa. Desde la infancia se interesó por la lectura y se convirtió en un precoz escritor de relatos.
Posteriormente cursó estudios universitarios de periodismo en la Northwestern University de Evanston (Illinois), donde se graduó en 1971. Tras terminar sus estudios, realizó la prestación social sustitutoria (es objetor de conciencia), dirigió torneos de ajedrez y trabajó como profesor de periodismo en el instituto Clarke de Dubuque, Iowa (1976-1978).
Fue un prolífico autor de obras cortas de ficción en los años 1970 y su obra fue premiada con varios premios Hugo y Nebula. Al final de esta década comenzó a publicar sus primeras novelas siendo una de las más populares la primera de ellas: Muerte de la luz (Dying of the Light, 1977). Dicho éxito le permitió dedicarse en exclusiva a la literatura, donde mezcla los géneros de ciencia ficción, fantasía y terror.
Tras un corto matrimonio con Gale Burnick (1975-1979), comenzó a compaginar la escritura con su trabajo en Hollywood, motivado en parte por la mala marcha de su cuarta novela El rag del Armagedón (The Armageddon Rag, 1983). Durante la década de 1980 y principios de la década de 1990, trabajó como guionista de varias series de televisión (The Twilight Zone, 1986 y La Bella y la Bestia, 1987) y como editor de la serie de antologías de historia alternativa sobre la Segunda Guerra Mundial, Wild Cards. En 1987 publicó Los viajes de Tuf (Tuf Voyaging, 1986), una colección de relatos de ciencia ficción, considerada una de las obras más destacadas de su primera etapa.
En 1996 dejó Hollywood y se retiró a Santa Fe (Nuevo México), donde regresó al mundo de la literatura comenzando con la novela Juego de tronos (A Game of Thrones, 1996) el ciclo de novelas Canción de hielo y fuego, con la que ha obtenido gran éxito de crítica y ventas. En 2011 se casó con su antigua amante Parris McBride. En 2013 adquirió el cine Jean Cocteau de Santa Fe y el Coffee House, cerrado desde 2006, y los restauró y modernizó, transformando a este último en un café-museo con exposiciones itinerantes de arte. Ideológicamente demócrata, ha defendido siempre a los presidentes de este partido y sus políticas. Actualmente, está escribiendo el sexto libro de la saga Canción de hielo y fuego: Vientos de invierno. Esta saga de novelas es, sin duda, la que lo ha catapultado a lo más alto de su carrera como escritor.

## Obras

### Novelas

#### UniversoCanción de hielo y fuego(A Song of Ice and Fire)

##### Serie principal
1. Juego de tronos (A Game of Thrones) (1996)
2. Choque de reyes (A Clash of Kings) (1998)
3. Tormenta de espadas (A Storm of Swords) (2000)
4. Festín de cuervos (A Feast for Crows) (2005)
5. Danza de dragones (A Dance with Dragons) (2011)
6. Vientos de invierno (The Winds of Winter) (en desarrollo)
7. Sueño de primavera (A Dream of Spring) (anunciada)

##### Precuelas
- Serie Cuentos de Dunk y Egg (Tales of Dunk and Egg):

1. El caballero de los Siete Reinos (A Knight of the Seven Kingdoms) (2015), colección de tres novelas cortas:
  1. "El caballero errante" ("The Hedge Knight") (1998)
  2. "La espada leal" ("The Sworn Sword") (2003)
  3. "El caballero misterioso" ("The Mystery Knight") (2010)

- Serie The Rogue Prince & The Princess

1. "The Princess and the Queen, or, the Blacks and the Greens" (2013), novela corta
2. "El Príncipe Pícaro" ("The Rogue Prince, or, a King's Brother") (2014), novela corta
3. "The Sons of the Dragon" (2017), novela corta

- Fuego y sangre (Fire & Blood) (2018)

##### Libros complementarios
- The Wit & Wisdom of Tyrion Lannister (2013)
- El mundo de hielo y fuego (The World of Ice & Fire) (2014), con Elio M. García Jr. y Linda Antonsson
- The Rise of the Dragon (en desarrollo), con Elio M. García Jr. y Linda Antonsson

##### Compilaciones
- Sangre de dragón (Blood of the Dragon) (1997), publicada por Gigamesh en 2003. Recopilación de varios capítulos de Daenerys Targaryen extraídos de la novela Juego de tronos.
- Camino de dragón (Path of the Dragon) (2000), publicada por Gigamesh en 2004. Recopilación de varios capítulos de Daenerys Targaryen extraídos de la novela Tormenta de espadas.
- Dominio de dragones (Excerpt from A Feast for Crows) (2000), publicada por Gigamesh en 2006 y 2012. Recopilación de varios capítulos de Daenerys Targaryen extraídos de la novela Danza de dragones (tres capítulos en la edición de 2006, seis capítulos en la de 2012).
- Hijos del Kraken (Arms of the Kraken) (2003), publicada por Gigamesh en 2005. Recopilación de varios capítulos de la Casa Greyjoy extraídos de la novela Festín de cuervos.

#### Independientes
- Muerte de la luz (Dying of the Light) (1977)
- Refugio del viento (Windhaven) (1981), con Lisa Tuttle, novela fix-up de 3 novelas cortas:
"Storms", "One-Wing", "The Fall"
- Sueño del Fevre (Fevre Dream) (1982)
- El rag del Armagedón (The Armageddon Rag) (1983)
- Los viajes de Tuf (Tuf Voyaging) (1986), novela fix-up de 7 novelas cortas:
"The Plague Star", "Loaves and Fishes", "Guardians", "Second Helpings", "A Beast for Norn", "Call Him Moses", "Manna from Heaven"
- Hunter's Run (2007), con Daniel Abraham y Gardner Dozois, versión muy reescrita y expandida de una novela corta titulada Shadow Twin

#### Infantiles
- El dragón de hielo (The Ice Dragon) (1980), novela corta

### Cuentos

#### Colecciones
- Una canción para Lya (A Song for Lya, o A Song for Lya and Other Stories) (1976), colección de 8 cuentos y 2 novelas cortas:
"With Morning Comes Mistfall", "The Second Kind of Loneliness", "Override" (novela corta), "Dark, Dark Were the Tunnels", "The Hero", "FTA", "Run to Starlight", "The Exit to San Breta", "Slide Show", "A Song for Lya" (novela corta)
- Canciones de estrellas y sombras (Songs of Stars and Shadows) (1977), colección de 8 cuentos y 1 novela corta:
"This Tower of Ashes", "Patrick Henry, Jupiter, and the Little Red Brick Spaceship", "Men of Greywater Station", "The Lonely Songs of Laren Dorr", "Night of the Vampyres", "The Runners", "Night Shift", "...For a Single Yesterday", "And Seven Times Never Kill Man" (novela corta)
- Sandkings (1981), colección de 3 cuentos y 4 novelas cortas:
"The Way of Cross and Dragon" (novela corta), "Bitterblooms" (novela corta), "In the House of the Worm", "Fast-Friend", "The Stone City" (novela corta), "Starlady", "Sandkings" (novela corta)
- Canciones que cantan los muertos (Songs the Dead Men Sing) (1983), colección de 6 cuentos y 3 novelas cortas:
"The Monkey Treatment" (novela corta), "...For a Single Yesterday", "In the House of the Worm", "The Needle Men", "Meathouse Man" (novela corta), "Sandkings" (novela corta), "This Tower of Ashes", "Nightflyers" (novela corta), "Remembering Melody"
- Nightflyers, o Nightflyers and Other Stories (1985), colección de 6 novelas cortas:
"Nightflyers", "Override", "Weekend in a War Zone", "And Seven Times Never Kill Man", "Nor the Many-Colored Fires of a Star Ring", "A Song for Lya"
- Retrato de sus hijos (Portraits of His Children) (1987), colección de 5 cuentos y 6 novelas cortas:
"With Morning Comes Mistfall", "The Second Kind of Loneliness" "The Last Super Bowl" (novela corta), "The Lonely Songs of Laren Dorr", "The Ice Dragon" (novela corta), "In the Lost Lands", "Unsound Variations" (novela corta), "Closing Time", "Under Siege" (novela corta), "The Glass Flower" (novela corta), "Portraits of His Children" (novela corta)
- Quartet (2001), colección de 1 cuento y 3 novelas cortas:	
"Blood of the Dragon" (novela corta parte de Juego de tronos), "Black and White and Red All Over", "Starport" (novela corta), "Skin Trade" (novela corta)
- George R. R. Martin: Autobiografía literaria (Dreamsongs: A RRetrospective, o GRRM: A RRetrospective) (2003), colección de 11 cuentos, 21 novelas cortas y 2 guiones:
A Four-Color Fanboy: "Only Kids Are Afraid of the Dark", "The Fortress", "And Death His Legacy"
The Filthy Pro: "The Hero", "The Exit to San Breta", "The Second Kind of Loneliness", "With Morning Comes Mistfall"
The Light of Distant Stars: "A Song for Lya" (novela corta), "This Tower of Ashes", "And Seven Times Never Kill Man" (novela corta), "The Stone City" (novela corta), "Bitterblooms" (novela corta), "The Way of Cross and Dragon" (novela corta)
The Heirs of Turtle Castle: "The Lonely Songs of Laren Dorr", "The Ice Dragon" (novela corta), "In the Lost Lands"
Hybrids and Horrors: "Meathouse Man" (novela corta), "Remembering Melody", "Sandkings" (novela corta), "Nightflyers" (novela corta), "The Monkey Treatment" (novela corta), "The Pear-Shaped Man" (novela corta)
A Taste of Tuf: "A Beast for Norn" (novela corta parte de Los viajes de Tuf), "Guardians" (novela corta parte de Los viajes de Tuf)
The Siren Song of Hollywood: "The Road Less Traveled" (guion), "Doorways" (guion)
Doing the Wild Card Shuffle: "Shell Games" (novela corta), "From the Journal of Xavier Desmond" (novela corta)
The Heart in Conflict: "Under Siege" (novela corta), "The Skin Trade" (novela corta), "Unsound Variations" (novela corta), "The Glass Flower" (novela corta), "The Hedge Knight" (novela corta, serie #1 El caballero de los siete reinos), "Portraits of His Children" (novela corta)

#### No publicados en colecciones
- "Nobody Leaves New Pittsburg" (1976)

### Videojuegos
- Elden Ring (coescritura y diseño de mundo, desarrollado por From Software, 2022)[4]

## Premios y nominaciones
| Premios Primetime Emmy | Premios Primetime Emmy | Premios Primetime Emmy | Premios Primetime Emmy | Premios Primetime Emmy |
| Año                    | Categoría              | Trabajo nominado       | Resultado              | Ref.                   |
| ---------------------- | ---------------------- | ---------------------- | ---------------------- | ---------------------- |
| 1988                   | Mejor serie dramática  | Beauty and the Beast   | Nominado               | [ 5 ]                  |
| 1989                   | Mejor serie dramática  | Beauty and the Beast   | Nominado               | [ 5 ]                  |
| 2011                   | Mejor serie dramática  | Game of Thrones        | Nominado               | [ 5 ]                  |
| 2012                   | Mejor serie dramática  | Game of Thrones        | Nominado               | [ 5 ]                  |
| 2013                   | Mejor serie dramática  | Game of Thrones        | Nominado               | [ 5 ]                  |
| 2014                   | Mejor serie dramática  | Game of Thrones        | Nominado               | [ 5 ]                  |
| 2015                   | Mejor serie dramática  | Game of Thrones        | Ganador                | [ 5 ]                  |
| 2016                   | Mejor serie dramática  | Game of Thrones        | Ganador                | [ 5 ]                  |
| 2018                   | Mejor serie dramática  | Game of Thrones        | Ganador                | [ 5 ]                  |

- 1975: Premio Hugo a la mejor novela corta por A Song for Lya.
- 1976: Premio Locus a la mejor novela corta por The Storms of Windhaven (escrito con Lisa Tuttle)
- 1977: Premio Locus a la mejor colección de relatos por A Song for Lya
- 1980: Premio Hugo al mejor relato por Sandkings
- 1980: Premio Hugo al mejor relato corto por The Way of Cross and Dragon
- 1980: Premio Locus al mejor relato por Sandkings
- 1980: Premio Locus al mejor relato corto por The Way of Cross and Dragon
- 1980: Premio Nébula al mejor relato por Sandkings
- 1981: Premio Locus a la mejor novela corta por Nightflyers
- 1981: AnLab a la mejor novela corta por Nightflyers
- 1981: AnLab a la mejor serie por One-wing (escrito con Lisa Tuttle)
- 1982: Premio Locus al mejor relato por Guardians
- 1982: Premio Locus a la mejor colección de un autor por Sandkings
- 1983: Premio Seiun a la mejor historia corta extranjera por Nightflyers
- 1984: Balrog a la mejor novela por The Armageddon Rag
- 1984: Premio Locus al mejor relato por The Monkey Treatment
- 1986: AnLab a la mejor novela corta por Loaves and Fishes
- 1986: Premio Nébula al mejor relato por Portrait of his Children
- 1986: Premio Science Fiction Chronicle al mejor relato por Portrait of his Children
- 1988: Bram Stoker al mejor relato por The Pear-shaped Man
- 1989: Premio Mundial de Fantasía a la mejor novela corta por The Skintrade
- 1997: Premio Hugo a la mejor novela corta por Blood of the Dragon
- 1997: Premio Locus a la mejor novela de fantasía por A Game of Thrones
- 1999: Premio Locus a la mejor novela de fantasía por A Clash of Kings
- 2003: Premio Locus a la mejor novela de fantasía por A Storm of Swords
- 2002: Premio Geffen al mejor libro de fantasía por A Storm of Swords
- 2003: Premio Ignotus a la mejor novela extranjera por A Game of Thrones (Juego de tronos)
- 2004: Premio Skylark por sus obras de ciencia ficción
- 2004: Premio Ignotus a la mejor novela extranjera por A Clash of Kings (Choque de reyes)
- 2004: Premio Ignotus al mejor cuento extranjero por 'The Ice Dragon (El dragón de hielo)
- 2005: Premio Ignotus al mejor cuento extranjero por Path of the Dragon (Camino de dragón)
- 2006: Premio Ignotus a la mejor novela extranjera por A Storm of Swords (Tormenta de espadas)
- 2012: Premio Locus a la mejor novela de fantasía por A Dance with Dragons

## Cameos
Martin hizo un cameo en la popular serie Z Nation, interpretándose a sí mismo en versión zombi. 
En 2015 hizo un cameo en la película Sharknado 3 Oh, Hell No!

## Adaptaciones
- Nightflyers (1987), película dirigida por Robert Collector, basada en la novela corta "Nómadas nocturnos"
- Doorways (1993), episodio piloto dirigido por Peter Werner, basado en el guion "Doorways"
- Game of Thrones (2011-2019), serie creada por David Benioff y D. B. Weiss, basada en las novelas de la serie Canción de hielo y fuego
- Nightflyers (2018), serie creada por Daniel Cerone, basada en la novela corta "Nómadas nocturnos"
- "Unaired Game of Thrones Prequel Pilot" (2019), episodio piloto dirigido por S. J. Clarkson, basado en el universo Canción de hielo y fuego
- La casa del dragón (2022), serie creada por Ryan Condal y George R. R. Martin, basada en la novela Fuego y sangre